# Abejas de León
Para equipo femenil, véase Abejas de León Femenil.
Las Abejas de León es un club que participa en la Liga Nacional de Baloncesto Profesional y en la Liga Nacional de Baloncesto Profesional Femenil con sede en el Domo de la Feria, de León, Guanajuato, México.

## Historia
Abejas de Guanajuato debutó como equipo en el año 2009 en la LNBP (Liga Nacional de Baloncesto Profesional) jugando en la ciudad de Guanajuato, luego de que se adquiriera la franquicia de Bravos que en ese entonces actuaba en Piedras Negras, Coahuila, propiedad de Gabriel Villareal Mendoza. En primera instancia, el proyecto inicial era instalarse en Irapuato, pero no hubo arreglo con el Municipio, por lo que se determinó probar suerte en Guanajuato, donde fueron acogidos y se puso a su disposición el auditorio de la deportiva La Yerbabuena, actualmente Arnulfo Vázquez Nieto.
Son bien conocidos por siempre tener adeudos y no pagar a tiempo a sus jugadores. 
Sin embargo a partir de la temporada 2016-2017 se mudan a la ciudad de León bajo el nombre de Abejas de León.
El 28 de octubre de 2022 consiguen su primer título.

## Gimnasio
Las Abejas de León juegan en el Domo de la Feria con capacidad para 4,463 aficionados.

## Estadísticas
| Temporada      | Pos.               | J  | G  | P  | PF   | PC   | DIF. | PTS | Play-offs                                           | Resultado                                                                                                  |
| -------------- | ------------------ | -- | -- | -- | ---- | ---- | ---- | --- | --------------------------------------------------- | --- |
| Abejas de León |                    |    |    |    |      |      |      |     |                                                     | |
| LNBP 2009-2010 | 15° General        | 40 | 16 | 24 | 3158 | 3318 | -160 | 56  | Pierde Octavos de final                             | Halcones Xalapa 3 vs Abejas 0                                                                              |
| LNBP 2010-2011 | 12° General        | 35 | 12 | 23 | 2726 | 2825 | -99  | 47  | Pierde Octavos de final                             | Pioneros de Quintana Roo 3 vs Abejas 0                                                                     |
| LNBP 2011-2012 | 9° General         | 40 | 16 | 24 | 3443 | 3585 | -142 | 56  | Pierde Primera ronda                                | Barreteros de Zacatecas 3 vs Abejas 2                                                                      |
| LNBP 2012-2013 | 9° General         | 40 | 19 | 21 | 3581 | 3514 | +67  | 59  | Gana Primera ronda Pierde Cuartos de final          | Abejas 3 vs Huracanes de Tampico 1 Halcones Xalapa 4 vs Abejas 0                                           |
| LNBP 2013-2014 | 4° General         | 40 | 28 | 12 | 3552 | 3383 | +169 | 68  | Pierde Cuartos de final                             | Abejas 1 vs Fuerza Regia 4                                                                                 |
| LNBP 2014-2015 | 9° General         | 40 | 20 | 20 | 3417 | 3363 | +54  | 59* | No calificó                                         | - |
| LNBP 2015-2016 | 6° General         | 40 | 17 | 23 | 3386 | 3478 | -92  | 57  | Pierde Primera ronda                                | Pioneros de Quintana Roo 3 vs Abejas 0                                                                     |
| LNBP 2016-2017 | 9° General         | 36 | 10 | 26 | 2871 | 3095 | -224 | 46  | No calificó                                         | - |
| LNBP 2017-2018 | 9° General         | 40 | 13 | 27 | 3430 | 3727 | -297 | 53  | No calificó                                         | - |
| LNBP 2018-2019 | 4° Zona Sur        | 40 | 18 | 22 | 3342 | 3293 | +49  | 57  | Pierde Semifinal Zona                               | Capitanes de Ciudad de México 4 vs Abejas 0                                                                |
| LNBP 2019-2020 | 6° Zona Oeste      | 36 | 16 | 20 | 2968 | 3120 | -152 | 52  | No calificó                                         | - |
| LNBP 2020      | 5° Zona Oeste      | 18 | 5  | 13 | 1592 | 1687 | -95  | 23  | No calificó                                         | - |
| LNBP 2021      | 4° Zona Oeste      | 20 | 8  | 12 | 1716 | 1739 | -23  | 28  | Pierde Semifinal Zona                               | Astros de Jalisco 3 vs Abejas 1                                                                            |
| LNBP 2022      | 4° General CAMPÉON | 20 | 11 | 9  | 1766 | 1682 | +84  | 31  | Gana Semifinal Zona Gana Final Zona Gana Gran Final | Abejas 4 vs Libertadores de Querétaro 2 Dorados de Chihuahua 0 vs Abejas 4 Astros de Jalisco 0 vs Abejas 4 |

*: Un punto menos por partido perdido por default

## Jugadores

### Roster
| Abejas de León Temporada 2025 |    |                           |                                        |
| C U E R P O T É C N I C O     |    |                           |                                        |
| Entrenador                    |    | Bandera de España         | Javier López Muñoz                     |
| Asistente                     |    | Bandera de México         | Jesús Sierra                           |
| J U G A D O R E S             |    |                           |                                        |
| Base                          | 1  | Bandera de Estados Unidos | Joseph Rubén Soto Rivera               |
| Base /Escolta                 | 3  | Bandera de Estados Unidos | Roger Ray Jr. (Baja)                   |
| Alero                         | 5  | Bandera de Jamaica        | Shaquille Dushaun Anthony Keith (Baja) |
| Base /Escolta                 | 7  | Bandera de México         | Juan Ángel Contreras Muro              |
| Pívot                         | 9  | Bandera de Estados Unidos | Vincent Patrick Boumann (Baja)         |
| Alero                         | 11 | Bandera de Estados Unidos | Jake Kosakowski                        |
| Pívot                         | 12 | Bandera de México         | Alberto Castro Verdugo                 |
| Ala-pívot/Pívot               | 14 | Bandera de Puerto Rico    | Jorge Luis Torres                      |
| Escolta                       | 15 | Bandera de Estados Unidos | Quarry Culbert Greenaway               |
| Pívot                         | 21 | Bandera de Estados Unidos | Makhi Ahkim Mitchell                   |
| Ala-pívot                     | 23 | Bandera de México         | Omar Bernardo Miramontes Aguilar       |
| Alero                         | 24 | Bandera de Estados Unidos | Daniel Alejandro Soto Pozo             |
| Pívot                         | 30 | Bandera de Estados Unidos | Enrico Dean Larsen Nuno (Inactivo)     |
| Ala-Pívot                     | 44 | Bandera de Estados Unidos | Dakota Quinn                           |
| Escolta                       | 45 | Bandera de México         | Ángel Jael Morales Mancera             |
| Base                          | 55 | Bandera de Estados Unidos | Nicholas Alfred Tomsick                |
| = Capitán                     |    |                           |                                        |
| = Lesionado                   |    |                           |                                        |

 =  Cuenta con nacionalidad mexicana. 

### Roster LNBP Femenil
| Abejas de León Femenil Temporada 2025 |    |                           |                                 |
| C U E R P O T É C N I C O             |    |                           |                                 |
| Entrenador                            |    | Bandera de España         | Ángel Fernández Juliá           |
| J U G A D O R A S                     |    |                           |                                 |
| Base                                  | 1  | Bandera de Puerto Rico    | Geovana Ríos (Baja)             |
| Base                                  | 2  | Bandera de Estados Unidos | Sara López                      |
| Base                                  | 3  | Bandera de Estados Unidos | Michaela Porter                 |
| Alera                                 | 6  | Bandera de Argentina      | Ana Clara Paz                   |
| Base                                  | 7  | Bandera de México         | Paulina Rodríguez Meza          |
| Escolta                               | 8  | Bandera de México         | Lyz Andrea Picos Salazar        |
| Base                                  | 10 | Bandera de México         | María de Jesús Martínez         |
| Base                                  | 12 | Bandera de Estados Unidos | Shawnta Shaw                    |
| Alera                                 | 13 | Bandera de Puerto Rico    | Nairimar Vargas-Reyes           |
| Ala-Pívot                             | 17 | Bandera de Jamaica        | Christeina Bryan                |
| Base                                  | 20 | Bandera de México         | Alejandra Luna López (Inactiva) |
| Pívot                                 | 22 | Bandera de Hungría        | Laura Biczó                     |
| Base                                  | 24 | Bandera de Estados Unidos | Sara Dickey (Baja)              |
| Ala-pívot                             | 32 | Bandera de Nigeria        | Rita Igbokwe                    |
| Base                                  | 50 | Bandera de México         | Lizeth Bautista Padilla         |
| = Capitán                             |    |                           |                                 |

 =  Cuenta con nacionalidad mexicana. 

### Roster Campeón LNBP2022
A continuación se muestra tanto al roster de jugadores, como al cuerpo técnico, que participó con Abejas de León en el primer campeonato de su historia. 
Actualizado al 20 de septiembre de 2022.
| Abejas de León Temporada 2022 |    |                           |                                      |
| C U E R P O T É C N I C O     |    |                           |                                      |
| Entrenador                    |    | Bandera de España         | Pablo García Fernández               |
| Asistente                     |    | Bandera de España         | Carlos Alonso                        |
| J U G A D O R E S             |    |                           |                                      |
| Pívot                         | 0  | Bandera de Estados Unidos | Wayne Langston                       |
| Base / Escolta                | 1  | Bandera de Estados Unidos | Tyrone Jarriel White                 |
| Escolta                       | 2  | Bandera de Estados Unidos | Tomas Davin Nuño                     |
| Alero/Ala-pívot               | 3  | Bandera de Argentina      | Erik Thomas Díaz                     |
| Ala-pívot                     | 4  | Bandera de México         | José Miguel Martínez Crespo          |
| Base                          | 5  | Bandera de Estados Unidos | Jerime Anthony Anderson              |
| Base/Escolta                  | 7  | Bandera de México         | Juan Ángel Contreras Muro            |
| Base                          | 8  | Bandera de México         | Bryan Hiram Urrutia Lorenzana (Baja) |
| Pívot                         | 9  | Bandera de Argentina      | Kevin Cristian Hernández             |
| Alero                         | 13 | Bandera de Estados Unidos | Marvin Clark Jr. (Baja)              |
| Alero                         | 21 | Bandera de Estados Unidos | Daniel Alejandro Soto Pozo           |
| Escolta                       | 22 | Bandera de Estados Unidos | Michael Justice Smith                |
| Escolta                       | 23 | Bandera de Estados Unidos | Tre' Michael McLean                  |
| Base                          | 24 | Bandera de Estados Unidos | Joseph Rubén Soto Rivera             |
| Escolta                       | 25 | Bandera de México         | Brayan Antonio Reynaga Rubio (Baja)  |
| = Capitán                     |    |                           |                                      |
| = Lesionado                   |    |                           |                                      |

 =  Cuenta con nacionalidad mexicana. 